# Pasovary
Pasovary, dříve také Pasovář (německy Passern) je zaniklá osada a katastrální území v okrese Český Krumlov, 2 km severovýchodně od obce Světlík. Nachází se v Českokrumlovské vrchovině, v nadmořské výšce 750 m.

## Historie
Ves založil pro Vítkovce pasovský ministeriál Dominik. První písemná zmínka o osadě pochází z roku 1291, kdy Dominik z Pasova odváděl desátky vyšebrodskému klášteru. Do historie se zapsaly sestry Kateřina a Lidmila z Pasovar, příznivkyně mistra Jana Husa. Do roku 1950 byly Pasovary osadou obce Velké Strážné (někdy také Velká Strašeň).  V roce 1910 zde stálo 32 domů, v nichž žilo 163 obyvatel (všichni německé národnosti). V letech 1938 až 1945 bylo celé území obce Velké Stražné (včetně Pasovar) v důsledku uzavření Mnichovské dohody přičleněno k nacistickému Německu. Po druhé světové válce byla ves osadou obce Světlík (1950). Později zanikla.
V roce 1966 byl odstřelen místní kostel Spasitele nesoucího kříž a Panny Marie Bolestné. Socha Spasitele nesoucího kříž  byla převezena do Českých Budějovic, kde je umístěna ve výklenku na východní straně vnější obvodové zdi katedrály svatého Mikuláše. Zanikla rovněž návesní kaple, socha Bičovaného Krista byla převezena do Českého Krumlova, kde je umístěna u Budějovické brány.

## Současnost
Osada je zaniklá. Nachází se tu zřícenina tvrze Pasovary.
V současnosti (stav k 24. srpnu 2019) stojí těsně za jižním okrajem bývalého intravilánu nový srub a zřícenina usedlosti (bývalého zájezdního hostince) při jeho západním okraji je v rekonstrukci.

## Katastrální území
Katastrální území Pasovary má výměru 263,6946 ha.